# Xã Chain Lakes, Quận Ramsey, Bắc Dakota
Xã Chain Lakes (tiếng Anh: Chain Lakes Township) là một xã thuộc quận Ramsey, tiểu bang Bắc Dakota, Hoa Kỳ. Năm 2010, dân số của xã này là 12 người.